# Episomacris
Episomacris is een geslacht van rechtvleugeligen uit de familie veldsprinkhanen (Acrididae). De wetenschappelijke naam van dit geslacht is voor het eerst geldig gepubliceerd in 1978 door Carbonell & Descamps.

## Soorten
Het geslacht Episomacris omvat de volgende soorten:
- Episomacris collaris Bruner, 1910
- Episomacris gruneri Descamps & Amédégnato, 1970
- Episomacris pakitzae Carbonell & Descamps, 1978
- Episomacris tarsata Carbonell & Descamps, 1978